# Regionalflughafen Middle Georgia

i8
i11
i13
Der Middle Georgia Regional Airport (IATA-Code: MCN, ICAO-Code: KMCN) ist ein öffentlicher Flughafen für die allgemeine Luftfahrt, 17 km südlich von Macon, Bibb County, Georgia in den Vereinigten Staaten.

## Flughafendaten
Er hat zwei Asphaltpisten: eine mit 1981 m Länge und 46 m Breite und eine mit 1524 m Länge und 46 m Breite. Die Fläche des Flughafens beträgt 465 ha. Die Seehöhe beträgt 108 m.

## Geschichte
Im März 1940 begann die US-Armee mit dem Bau des Cochran Army Airfield, das im Oktober 1940 offiziell eröffnet wurde. Der Stützpunkt wurde zu einer gemeinsamen Ausbildungsstätte für die United States Army Air und die britische Royal Air Force. Im Jahr 1946 wurde der Flugplatz von der Armee stillgelegt und der Stadt Macon übergeben. Der Middle Georgia Regional Airport war früher auch als Lewis B. Wilson Municipal Airport (benannt nach dem Bürgermeister von Macon zwischen 1948 und 1953), Macon Municipal Airport und Cochran Field bekannt.
Zu den kommerziellen Fluggesellschaften, die den Flughafen in der Vergangenheit anflogen, gehörten Delta Air Lines und Eastern Air Lines, die beide ab den 1940er Jahren Douglas DC-3 einsetzten. Beide Fluggesellschaften rüsteten später mit Convair CV-440-Flugzeugen auf und in den 1970er Jahren setzten beide Fluggesellschaften auf Flügen nach Atlanta Douglas DC-9 von Macon aus ein. Eastern beendete ihren Dienst 1979 und Delta übertrug ihren Dienst Mitte der 1980er Jahre an Atlantic Southeast Airlines, die als Delta Connection firmierte. Im Jahr 1988 nahm der von CCAir betriebene Piedmont Commuter den Dienst nach Charlotte mit BAe Jetstream 31-Propellerflugzeugen auf. Im Jahr 1989 wurde Piedmont Airlines mit USAir fusioniert, woraufhin aus Piedmont Commuter USAir Express wurde. Eastern Air Lines stellte Anfang 1991 den Betrieb und ihren Eastern Express-Dienst ein. Die USAir Express stellte ihren Dienst fast zur gleichen Zeit ein.
Delta Connection, betrieben von ASA, setzte den Flugbetrieb bis 2008 fort. Zu diesem Zeitpunkt begann GeorgiaSkies, Macon im Rahmen eines Essential Air Service-Vertrags mit Flügen nach Atlanta zu bedienen. GeorgiaSkies flog einmotorige Cessna 208 Caravan. Im Jahr 2013 übernahm Silver Airways die Flüge nach Atlanta und Orlando, stellte jedoch Ende 2014 den Flugbetrieb ein. Sowohl bei GeorgiaSkies als auch bei Silver Airways ging der Passagierverkehr stark zurück, da die nahtlosen Verbindungen, die ASA mit Deltas Flügen vom Drehkreuz Atlanta aus anbot, verloren gingen. Der Flughafen Macon verfügte dann fast drei Jahre lang über keinen kommerziellen Flugverkehr. Am 12. August 2017 begann Contour Airlines im Rahmen eines Alternative Essential Air Service-Vertrags, tägliche Flüge von und nach Baltimore mit ERJ-135 für 30 Passagiere anzubieten. Dies führte zu einer erheblichen Erholung der Passagierzahlen gegenüber den GeorgiaSkies- und Silver-Tagen. Contour bot zwischen Dezember 2018 und Februar 2019 auch kurzzeitig Flüge von und nach Tampa an, mit weniger Erfolg als die Route nach Baltimore. Zusätzlich zu diesen Linienflügen wurden in den letzten Jahren eine Reihe unregelmäßiger Casino-Charter angeboten.
Im Juni 2019 kündigte der brasilianische Regionalflugzeughersteller Embraer an, dass er am Flughafen in einem Hangar, der zuvor von HAECO genutzt wurde, eine Reparatur- und Wartungsanlage für seine Verkehrsflugzeuge ERJ und E-Jet eröffnen werde.

## Flugbetrieb
Seit April 2018 ist das französische Unternehmen Vinci Betreiber des Flughafens.
Im Jahr 2020 wurden 15.346 Passagiere befördert.
Im Jahre 2022 fanden 19.725 Flugbewegungen statt, davon 5.848 lokale Bewegungen, 11,264 Zwischenlandungen, 1.763 Air-Taxi-Flüge, 263 Frachtflüge und 587 militärische Flüge fanden statt. 43 einmotorige und 17 zweimotorige Flugzeuge, 11 Jetflugzeuge und 3 Hubschrauber waren 2022 hier stationiert.
Die wichtigsten Fluggesellschaften für den Flughafen sind Contour Airlines und Sun Country Airlines.